# 1556 Wingolfia
1556 Wingolfia eller 1942 AA är en asteroid i huvudbältet, som upptäcktes 14 januari 1942 av den tyske astronomen Karl Wilhelm Reinmuth i Heidelberg. Den har fått sitt namn efter en studentnation i Heidelberg.
Asteroiden har en diameter på ungefär 28 kilometer och den tillhör asteroidgruppen Cybele.